# ジュラ州

ジュラ州の位置

ジュラ州（ジュラしゅう、フランス語: Canton du Jura）は、スイスのカントン（州）。人口は7万2782人（2015年12月）、州都はドゥレモン。3つの郡に分かれている。スイスで最も住民所得の低い州といわれている。公用語はフランス語。

## 地理

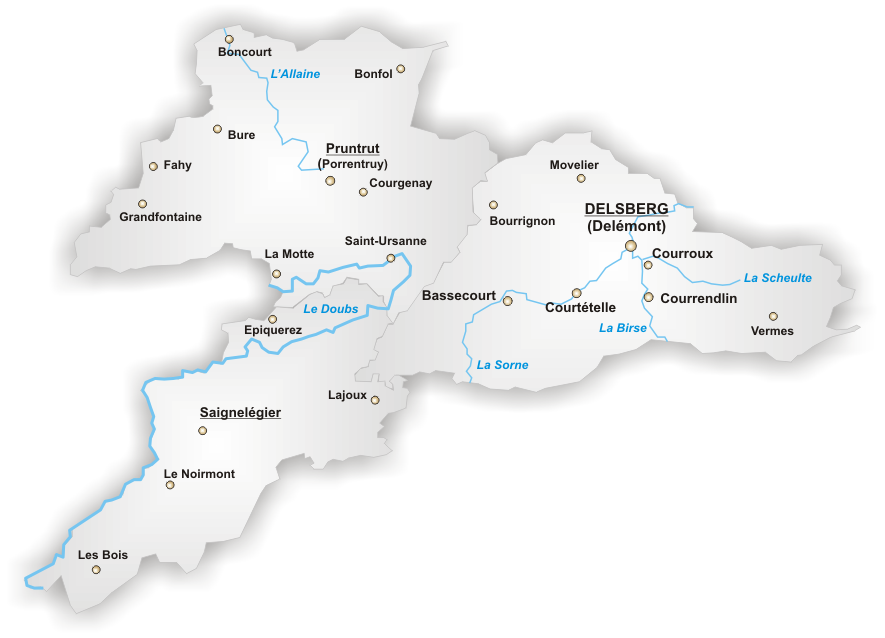
ジュラ州の地図

ジュラ州はスイスの北西に位置している。

### 隣接している州
- 北:フランス国境
- 西:フランス国境
- 東:バーゼル＝ラント準州、ゾロトゥルン州
- 南:ベルン州

## 歴史
長らくベルン州の一部であったが、1979年に分割され成立した。スイスで最も新しいカントンである。

## 行政区
ジュラ州は以下の3つの郡 (District) に分かれている。
| 郡 (District)                                | 人口 (2015年12月) | 面積 (km²) | 中心都市 (Chef-lieu)          | 基礎自治体の数 |
| -------------------------------------------- | ----------------- | ---------- | ----------------------------- | -------------- |
| ドゥレモン (Delémont)                        | 37,912            | 303.10     | ドゥレモン (Delémont)         | 28             |
| フランシュ=モンターニュ (Franches-Montagnes) | 10,312            | 200.33     | セーニュレジエ (Saignelégier) | 13             |
| ポラントリュイ (Porrentruy)                  | 24,558            | 335.12     | ポラントリュイ (Porrentruy)   | 23             |
| 合計 (3)                                     | 72,782            | 838.55     | ドゥレモン (Delémont)         | 64             |